# Jan Benda
Jan Benda (ur. 28 kwietnia 1972 w Reef, Belgia) – niemiecki hokeista pochodzenia czeskiego. Reprezentant Niemiec, trzykrotny olimpijczyk.
Urodził się w Belgii jako syn Czechów. Jego ojciec Jan (ur. 1951, był także hokeistą, obecnie jest trenerem), grał wówczas w drużynie z Brukseli.

## Kariera
- Henry Carr Crusaders (1988-1989)
- Oshawa Legionaires (1989-1990)
- Oshawa Generals (1993-1992)
- EHC Freiburg (1992-1993)
- EC Hedos München (1993-1994)
- Binghamton Rangers (1994)
- Richmond Renegades (1994-1995)
- Moskitos Essen (1995)
- Slavia Praga (1995-1996)
- Sparta Praga (1996-1997)
- Washington Capitals (1997)
- Portland Pirates (1997-1998)
- Ässät (1998-1999)
- Jokerit (1999-2001)
- Ak Bars Kazań (2001-2004)
- Siewierstal Czerepowiec (2004-2005)
- Chimik Woskriesiensk (2005)
- HC Litvínov (2005-2008)
  -  PSG Zlín (2006)
- BK Mladá Boleslav (2008-2009)
- HC Pilzno 1929 (2009-2010)
- KLH Chomutov (2011-2011)
  -  Slavia Praga (2010)
  -  BK Mladá Boleslav (2011)
- Nürnberg Ice Tigers (2011)
- EHC Red Bull Monachium (2012)
- Dresdner Eislöwen (2012-2013)
- Deggendorfer SC (2013-2015)
- ECDC Memmingen (2015-2018)

Wychowanek klubu Düsseldorfer EG. Karierę rozwijał w Kanadzie, gdzie przez dwa lata grał w juniorskiej OHL w ramach CHL. W 1992 powrócił do Europy, występował w niemieckiej lidze DEL, później jeszcze dwukrotnie wyjeżdżał na rok do USA i grał w rozgrywkach ECHL, AHL oraz epizodycznie w NHL (9 meczów). W kolejnych latach od 1998 grał wyłącznie w Europie w ligach fińskiej SM-liiga, superlidze rosyjskiej, czeskiej ekstralidze, ponownie niemieckiej DEL. W sezonie 2012/2013 grał w 2. Bundeslidze. Od maja 2013 zawodnik Deggendorfer SC w niemieckiej Oberlidze Południe (trzecia klasa ligowa), gdzie trenerem został także jego ojciec. W maju 2015 przedłużył kontrakt z klubem. Odszedł z zespołu w maju 2015. W maju 2015 został zawodnikiem klubu ECDC Memmingen i jednocześnie trenerem grup młodzieżowych. Został kapitanem zespołu, a po sezonie 2016/2017 w wieku 45 lat przedłużył kontrakt z klubem kolejny rok. W czerwcu 2018, w wieku 46 lat, ogłosił zakończenie kariery zawodniczej. W jej trakcie występował jako napastnik środkowy, później jako obrońca.
Uczestniczył w turniejach zimowych igrzysk olimpijskich 1994, 1998, 2002, mistrzostw świata 1994, 1996, 1997, 1999, 2001, 2002, 2004, 2004, 2005 oraz Pucharu Świata 1996.

## Sukcesy
Klubowe
- Hamilton Spectator Trophy: 1991 z Oshawa Generals
- Leyden Trophy: 1991 z Oshawa Generals
- Złoty medal mistrzostw Niemiec: 1994 z Hedos München
- Mistrzostwo dywizji ECHL: 1995 z Richmond Renegades
- Kell Cup – mistrzostwo ECHL: 1995 z Richmond Renegades
- Brązowy medal mistrzostw Czech: 1997 ze Spartą Praga
- Srebrny medal mistrzostw Finlandii: 2000 z Jokeritem
- Srebrny medal mistrzostw mistrzostw Rosji: 2002 z Ak Barsem Kazań
- Brązowy medal mistrzostw Rosji: 2004 z Ak Barsem Kazań
- Puchar Prezydenta Czeskiej Federacji Hokeja na Lodzie: 2010 z HC Pilzno 1929

Indywidualne
- SM-liiga 1993/1994:
  - Najlepszy zawodnik miesiąca – wrzesień 1993
- SM-liiga 1998/1999:
  - Złoty Kask Veikkaus
- SM-liiga 2000/2001:
  - Pierwsze miejsce w klasyfikacji strzelców goli w przewadze w sezonie zasadniczym: 7 goli
- DEL 2001/2002:
  - Mecz Gwiazd DEL
- Mistrzostwa Świata w Hokeju na Lodzie 2002:
  - Trzecie miejsce w klasyfikacji asystentów: 7 asyst[9]
- DEL 2002/2003:
  - Mecz Gwiazd DEL
- Ekstraliga czeska w hokeju na lodzie (2005/2006):
  - Pierwsze miejsce w klasyfikacji strzelców wśród obrońców w sezonie zasadniczym: 16 goli
  - Pierwsze miejsce w klasyfikacji asystentów wśród obrońców w sezonie zasadniczym: 26 asyst
  - Pierwsze miejsce w klasyfikacji kanadyjskiej wśród obrońców w sezonie zasadniczym: 42 punkty
- Ekstraliga czeska w hokeju na lodzie (2007/2008):
  - Pierwsze miejsce w klasyfikacji kanadyjskiej wśród obrońców w sezonie zasadniczym: 42 punkty
- Ekstraliga czeska w hokeju na lodzie (2005/2006):
  - Pierwsze miejsce w klasyfikacji asystentów wśród obrońców w sezonie zasadniczym: 24 asysty
  - Pierwsze miejsce w klasyfikacji kanadyjskiej wśród obrońców w sezonie zasadniczym: 35 punktów

Wyróżnienia
- Nagroda Aloisa Schlodera dla najlepszego debiutanta w Niemczech: 1993